# My Mine
My Mine est un groupe d'Italo disco et synthpop italien, originaire de Bologne. Il est actif entre 1983 et 1986. Il se fait connaître avec la chanson Hypnotic Tango, qui connaît le succès en Europe en 1984. Les membres de My Mine évoluent d'abord au sein de deux groupes de Terni nommés Water Krouse et Ipnotico Tango.
My Mine est formé en 1983 par le producteur Mauro Malavasi. Il se compose de Stefano Micheli (chant et claviers), Carlo Malatesta (chant, claviers et guitare) et de Danilo Rosati (claviers et boîtes à rythmes). Le groupe se sépare après la parution de son dernier single en 1986. Il revient trente-deux ans plus tard en 2018.

## Biographie

### Origines (1979–1983)
My Mine trouve ses origines dans deux groupes de Terni nommés Water Krouse et Ipnotico Tango. Carlo Malatesta et Danilo Rosati évoluent d'abord au sein de Water Krouse en 1979 et 1981. Il s'agit d'un groupe de post-punk originaire de Terni, composé de Luciano Brogelli au chant, Carlo Malatesta à la guitare électrique, Enrico Conte à la basse et Danilo Rosati à la batterie. À partir de 1980, la formation commence à établir des liens avec le label bolognais Italian Records.
L'année suivante, les membres de Water Krouse décident de changer de nom et se rebaptisent Ipnotico Tango ; ils passent alors du post-punk à de la musique électronique instrumentale plus sombre chantée en italien. Le groupe, similaire à Tuxedomoon, joue une musique influencée par Joy Division, The Human League, Cosey Fanni Tutti et Snakefinger. Ipnotico Tango est rejoint par Massimo Rufini au saxophone et Stefano Micheli et Danilo Rosati aux synthétiseurs ; Enrico Conte quitte quant à lui le groupe. Ipnotico Tango reste actif jusqu'en 1983, année où la formation donne son dernier concert.

### Débuts et séparation (1983–1986)
Depuis Bologne, le producteur Mauro Malavasi contacte Ipnotico Tango, avec l'idée de leur faire former un groupe nommé My Mine. Le nom du groupe, qui signifie littéralement « moi du mien », fait référence à des concepts de la chercheuse universitaire Francesca Alinovi, connue pour parler de la 'Pataphysique et du père Ubu. My Mine est alors composé de Stefano Micheli au chant et aux claviers, Carlo Malatesta au chant, aux claviers et à la guitare et de Danilo Rosati aux claviers et aux boîtes à rythmes. Le succès arrive dès le premier single du groupe, intitulé Hypnotic Tango,. La chanson devient un tube au niveau international,. Hypnotic Tango rencontre le succès à travers toute l'Europe ; durant l'année 1984, il est notamment classé 3e en Espagne, 5e en Allemagne et 10e en Suisse.
Le succès de la chanson pousse My Mine à démarrer une activité musicale intense, en multipliant notamment les apparitions à la télévision, dans des programmes comme Domenica in. Le groupe doit aussi participer au Festivalbar, mais sa participation est annulée à la dernière minute. En 1984, My Mine sort un deuxième single intitulé Zorro, en espérant répéter le succès de Hypnotic Tango,. Le clip de la chanson est diffusé sur plusieurs chaînes de télévision en dehors de l'Italie. Le succès n'est cependant pas au rendez-vous, et Zorro n'est classé que 64e en Allemagne.
Après une tournée européenne marquée par des apparitions à la télévision et une série de concerts, My Mine se concentre sur son premier album, Stone. Le groupe collabore alors avec le musicien anglais Darren T. Hatch et Lucio Dalla. Stone sort en 1985 sous le label My Record, puis sur le marché japonais en septembre 1986. La chanson Cupid Girl sort entre-temps en single. My Mine publie Can Delight en 1986, qui sera le dernier single du groupe avant sa séparation.

### Retour (depuis 2018)
Après 32 ans de séparation, le groupe se réunit en 2018 et publie un nouveau single intitulé Love Is in the Sky, tiré de leur nouvel album qu'ils annoncent en mai.

## Membres

### Membres actuels
- Ilaria Melis – chant (depuis 2018)
- Carlo Malatesta – chant, claviers, guitare (1983–1986, depuis 2018)
- Danilo Rosati – claviers, boîtes à rythmes (1983–1986, depuis 2018)

### Anciens membres
- Stefano Micheli – chant, claviers (1983–1986)

## Discographie

### Singles
| Année                                                                                | Titre              | Meilleure position | Meilleure position | Meilleure position | Meilleure position | Meilleure position |
| Année                                                                                | Titre              | ALL ,              | BEL                | ESP                | EUR                | SUI                |
| ------------------------------------------------------------------------------------ | ------------------ | ------------------ | ------------------ | ------------------ | ------------------ | ------------------ |
| 1983                                                                                 | Hypnotic Tango     | 5                  | 32                 | 3                  | 52                 | 10                 |
| 1984                                                                                 | Zorro              | 63                 | –                  | –                  | –                  | –                  |
| 1985                                                                                 | Cupid Girl         | –                  | –                  | –                  | –                  | –                  |
| 1986                                                                                 | Can Delight        | –                  | –                  | –                  | –                  | –                  |
| 2018                                                                                 | Love Is in the Sky | –                  | –                  | –                  | –                  | –                  |
| « – » signifie que le single ne s'est pas classé ou n'a pas été publié dans ce pays. |                    |                    |                    |                    |                    |                    |